# Tiarospora
Tiarospora är ett släkte av svampar. Tiarospora ingår i familjen Phaeosphaeriaceae, ordningen Pleosporales, klassen Dothideomycetes, divisionen sporsäcksvampar och riket svampar.
|            | Cicinobolus                               |
|            |                                           |
|            | Stagonospora                              |
|            |                                           |
|            | Hendersonia                               |
|            |                                           |
|            | Eudarluca                                 |
|            |                                           |
|            | Sclerostagonospora                        |
|            |                                           |
|            | Ampelomyces                               |
|            |                                           |
|            | Wilmia                                    |
|            |                                           |
|            | Phaeosphaeria                             |
|            |                                           |
|            | Carinispora                               |
|            |                                           |
|            | Phaeoseptoria                             |
|            |                                           |
|            | Parabotryon                               |
|            |                                           |
|            | Ophiosphaerella                           |
|            |                                           |
|            | Sphaerellopsis                            |
|            |                                           |
| Tiarospora | \| \| Tiarospora westendorpii \| \| \| \| |
|            | \| \| Tiarospora westendorpii \| \| \| \| |
|            | Scolecosporiella                          |
|            |                                           |
|            | Monascostroma                             |
|            |                                           |
|            | Lautitia                                  |
|            |                                           |
|            | Mixtura                                   |
|            |                                           |
|            | Hadrospora                                |
|            |                                           |
|            | Nodulosphaeria                            |
|            |                                           |
|            | Barria                                    |
|            |                                           |
|            | Phaeosphaeriopsis                         |
|            |                                           |
|            | Isthmosporella                            |
|            |                                           |
|            | Katumotoa                                 |
|            |                                           |
|            | Tiarospora westendorpii                   |
|            |                                           |

|  | Tiarospora westendorpii |
|  |                         |